# Beginnings
Beginnings ist ein 1973 auf Atco Records veröffentlichtes Kompilationsalbum der Allman Brothers Band.

## Hintergrund
Nachdem der Band mit At Fillmore East und dem folgenden Eat a Peach der kommerzielle Durchbruch gelungen war, entschied sich die Plattenfirma dazu, die beiden ersten Studioalben The Allman Brothers Band und Idlewild South auf einem Kompilationsalbum gemeinsam und in voller Länge zu veröffentlichen. Beide Studioproduktionen hatten bisher nur mäßigen Verkaufserfolg erlangt. Ursprünglich als Doppel-LP veröffentlicht waren ausführliche Liner Notes von Jean Charles Costa enthalten, in denen die bisherige Bandgeschichte vorgestellt und jedes Lied einzeln besprochen wurde.

## Titelliste
The Allman Brothers Band:
1. Don’t Want You No More (Spencer Davis, Edward Hardin) – 2:25
2. It’s Not My Cross To Bear (Gregg Allman) – 5:02
3. Black Hearted Woman (Gregg Allman) – 5:08
4. Trouble No More (McKinley Morganfield) – 3:45
5. Every Hungry Woman (Gregg Allman) – 4:13
6. Dreams (Gregg Allman) – 7:18
7. Whipping Post (Gregg Allman) – 5:17

Idlewild South:
1. Revival (Dickey Betts) – 4:04
2. Don’t Keep Me Wonderin'  (Gregg Allman) – 3:40
3. Midnight Rider (Gregg Allman, Robert Payne) – 3:00
4. In Memory of Elizabeth Reed (Dickey Betts) – 6:54
5. Hoochie Coochie Man (Willie Dixon) – 4:54
6. Please Call Home (Gregg Allman) – 4:00
7. Leave My Blues At Home (Gregg Allman) – 4:15

## Charterfolge
Das Album erreichte Platz 25 der Billboard 200 und die Single Midnight Rider Platz 19 der Billboard Hot 100. Die RIAA zeichnete Beginnings im September 1973 mit Gold aus. Bei Allmusic vergab Bruce Eder in der Wertung fünf von fünf Sternen.